# White Settlement (Nouvelle-Écosse)
Pour l’article homonyme, voir White Settlement.
White Settlement est une communauté de la municipalité d’East Hants, en Nouvelle-Écosse.